# Ledebouria urceolata
Ledebouria urceolata är en sparrisväxtart som beskrevs av Brita Stedje. Ledebouria urceolata ingår i släktet Ledebouria och familjen sparrisväxter. Inga underarter finns listade i Catalogue of Life.